# Neolophonotus tibialis
Neolophonotus tibialis là một loài ruồi trong họ Asilidae. Neolophonotus tibialis được Macquart miêu tả năm 1838. Loài này phân bố ở vùng nhiệt đới châu Phi.